# Rosyjska Agencja Telegraficzna

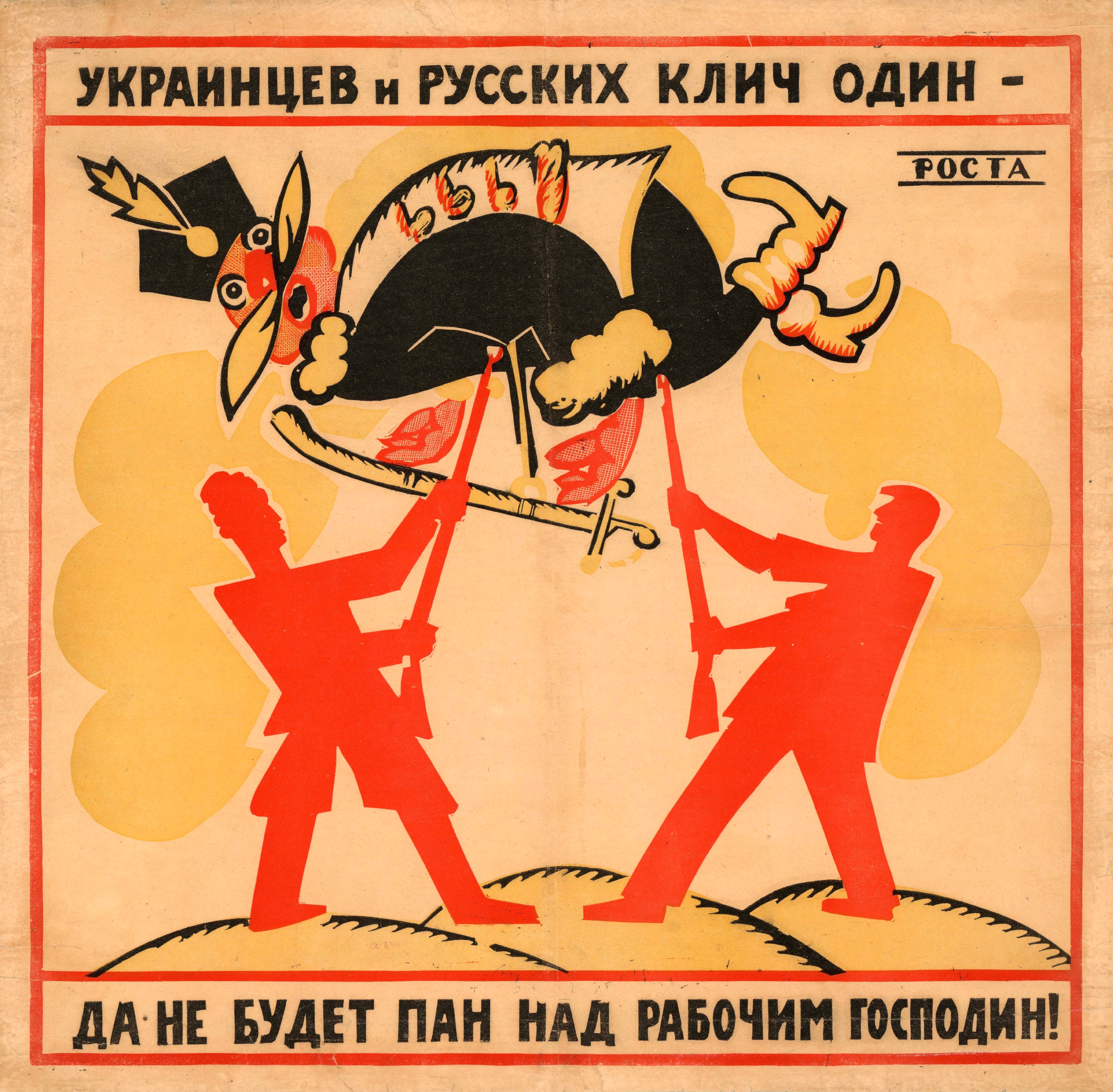
Antypolski plakat propagandowy ROSTA autorstwa Władimira Majakowskiego, wojna polsko-bolszewicka, maj 1920

Rosyjska Agencja Telegraficzna (ros. Российское телеграфное агентство(Rossijskoje tielegrafnoje agientstwo, ROSTA) – centralny informacyjny organ RFSRR (1918-1935) i ZSRR (1923-1925).
Agencja powstała na mocy zarządzenia Wszechrosyjskiego Centralnego Komitetu Wykonawczego (WCIK) 7 września 1918 z Biura Prasowego przy WCIK. Po powstaniu agencji TASS w lipcu 1925, agencja działała w granicach Rosyjskiej FSRR, w 1935 zlikwidowana, jej funkcje przejęła TASS.